# مستشار عسكري

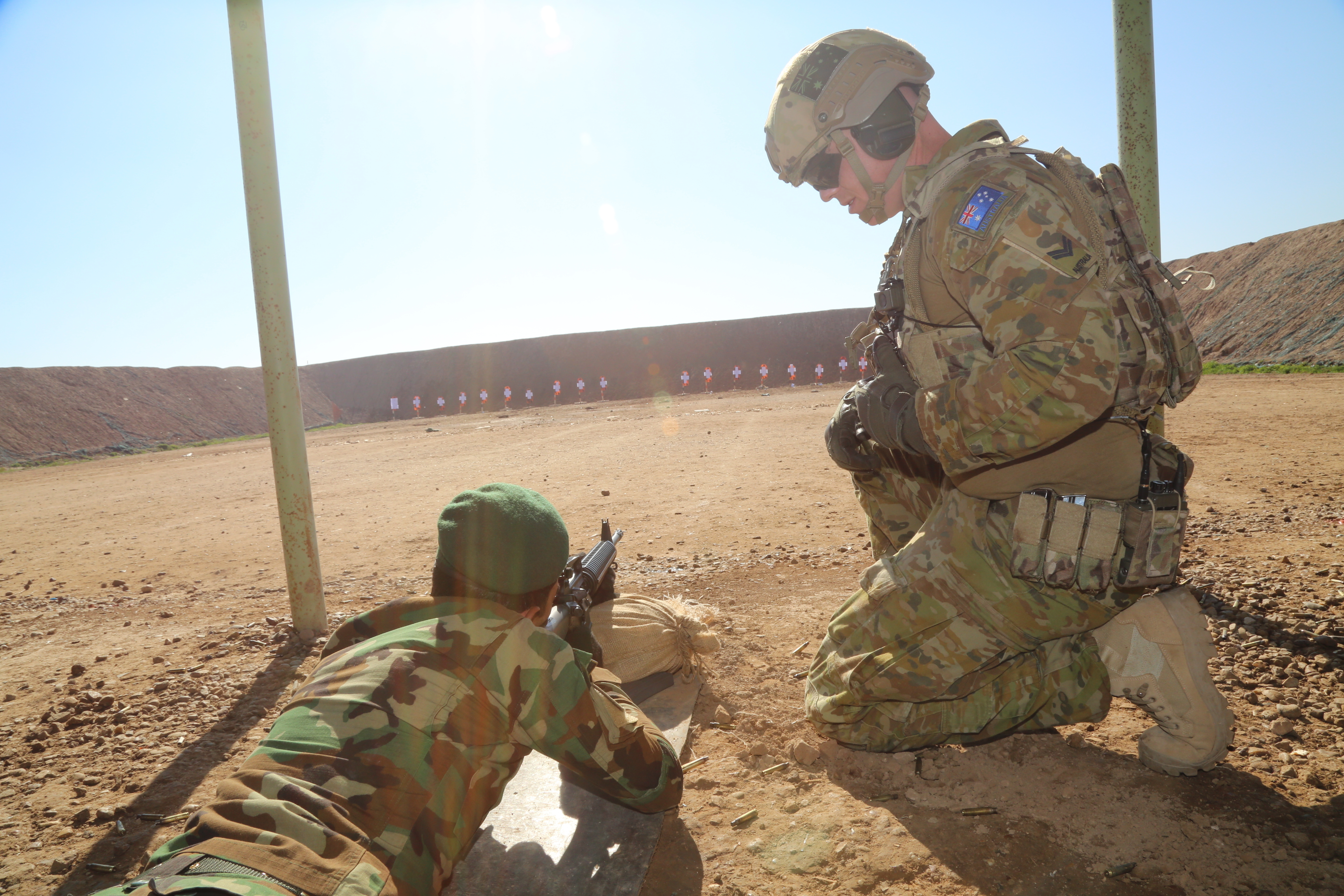
جندي من الجيش الأسترالي يعطي تعليمات لجندي من القوات البرية العراقية في معسكر التاجي أثناء الحرب الأهلية العراقية، 2016

المستشارون العسكريون أو مستشارو القتال هم أفراد عسكريون يتم نشرهم لتقديم المشورة بشأن المسائل العسكرية. غالبًا ما يستخدم المصطلح للجنود المرسلين إلى دول أجنبية لمساعدة جيوش هذه البلدان في التعليم والتدريب العسكري والتنظيم والمهام العسكرية المختلفة الأخرى. وقد ترسل القوى أو المنظمات الأجنبية مثل هؤلاء الجنود لدعم البلدان أو التمردات مع تقليل مخاطر الخسائر المحتملة وتجنب التداعيات السياسية المترتبة على التعبئة العلنية للقوات العسكرية لمساعدة حليف.